# Международна академия на науките Сан Марино
Международната академия на науките Сан Марино (на есперанто: Akademio Internacia de la Sciencoj San-Marino; на италиански: L’Accademia Internazionale delle Scienze San-Marino), съкратено МАН (AIS), е международна научно-образователна академия със седалище в Сан Марино.
Владеенето на есперанто е предварително изискване за преподавателите, тъй като той е единственият официален език на ръководните органи и изпитните комисии на МАН. Работни езици на академията са също така немски, английски, френски, италиански.
МАН е създаден по инициатива на учени от разни страни: главно на германския математик Хелмар Франк (Helmar Frank, 1933-2013), британско-американския англицист Хъмфри Тонкин (Humphrey Tonkin, 1939), германския икономист Райнхард Зелтен (Reinhard Selten, 1930-2016). Предложението им е за университет с обучение на есперанто, но министърката на образованието и културата настоява за академия, за да се засили научният профил на учреждението. Проектът е одобрен от Държавния конгрес (правителството) на страната през 1983 г. Същата година е учреден Международният научен колеж (Internacia Scienca Kolegio).
За официална дата на откриването на академията се счита 13 септември 1985 година, когато в присъствието на капитан-регентите – държавните глави на Сан Марино, е подписан уставът на МАН. След утвърждаването на Университета на Сан Марино (1988) правителството на страната го подкрепя като приоритетен, а академията постепенно изнася дейността си извън Сан Марино. Събрания и летни училища са организирани в България, Германия, Италия, Полша, Румъния, Русия, Словакия, Франция, Чехия, Швеция, Южна Корея.
МАН е разделен на 4 сектора: Научен, Технологичен, Художествен, Поддържащ. Научният сектор от своя страна включва 6 факултета: по естествени науки, кибернетика, структурни науки, морфологични науки, хуманитарни науки, философия.
В академията към 2006 г. работят около 250 преподаватели в 3 научни равнища: професори, доценти, лектори. Обучението в колежа се води от около 300 преподаватели